# Rehoboth (Namibië)

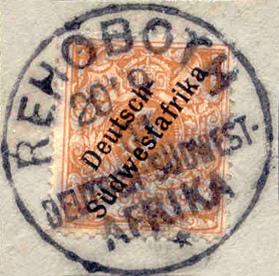
Postzegels voor Duitse Zuidwest-Afrika poststempel Rehoboth 1901

Rehoboth is een stad (Engels: town) in Namibië, circa 90 km ten zuiden van de hoofdstad Windhoek. Geografisch gezien ligt Rehoboth iets ten noorden van de Steenbokskeerkring. Rehoboth wordt voornamelijk bewoond door de Baster bevolkingsgroep.

## Naam
De naam is afgeleid van een waterput genaamd Rechobot uit het Bijbelboek Genesis 26:22 waarin de herders van Izaäk keer op keer ruzie kregen met andere lokale herders over het bezit van waterputten.